# José Vigil de Quiñones de León
José Vigil Quiñones de León (Toral de los Guzmanes, 2 de febrero de 1788 – Madrid, 25 de enero de 1853) III marqués de Montevirgen, fue un hacendista y político español.  

## Biografía
Era hijo de Juan Manuel de Quiñones y Abaurre, II marqués de Montevirgen y III marqués de San Carlos en Nápoles, y de su esposa Francisca de León y Santos Montero y nieto paterno de Fernando Manuel de Quiñones y Álvarez del Castillo, señor de la Casa de Riolago, y de su esposa Antonia de la Cruz de Abaurre y Fuertes, II marquesa de Montevirgen y II marquesa de San Carlos en Nápoles.
Presidente de la Comisión del Clero en 1821 y un año después, en 1822, oficial octavo de la Secretaría de Hacienda, ascendiendo, en 1823, a oficial primero del Despacho de Hacienda y cesando al finalizar el Trienio liberal. Con la muerte de Fernando VII es, en 1834, procurador, designándosele, al año siguiente, para ocupar el puesto de director general de Rentas Provinciales, y en 1837, director general del tesoro, cargo en el que cesa un año después. Procurador por León entre 1834 y 1836, fue - después - vicepresidente del Congreso y ocupó la cartera de Hacienda desde septiembre a noviembre de 1838. Fue Diputado a las Cortes por León en ese mismo año y, más tarde, en 1847, Senador vitalicio.